# Trg Faneromeni, Nikozija
Trg Faneromeni (grško Πλατεία Φανερωμένης; turško Faneromeni Meydanı) je pomemben zgodovinski trg v Nikoziji. Je v starodavnem delu Nikozije, znotraj mestnega obzidja, zgrajenega, ko je bila pod beneško oblastjo.
Gosti številne zgodovinske stavbe in spomenike, vključno s cerkvijo Faneromeni, šolo Faneromeni, knjižnico Faneromeni in marmornim mavzolejem.

## Opis
Trg Faneromeni je bil središče Nikozije, preden ga je leta 1974 nadomestil trg Eleftheria.
Cerkev Faneromeni dominira sredi trga; zgrajena je bila leta 1872 na mestu starodavnega pravoslavnega ženskega samostana. Cerkev je posvečena sveti Mariji in je največja cerkev znotraj mestnega obzidja Nikozije. Arhitekturno je cerkvena stavba mešanica neoklasicističnega, bizantinskega in srednjeveškega latinskega sloga.
Šola Faneromeni, ki jo je ustanovil nadškof Makarios I. leta 1857, je bila prva šola za dekleta na Cipru. Ustanovljena je bil za izboljšanje stopnje pismenosti med dekleti in ženskami na otoku.
Marmorni mavzolej na vzhodni strani cerkve Faneromeni je na sprednji strani stavbe. Zgrajen je bil v spomin na štiri klerike, ki jih je leta 1821 usmrtil osmanski guverner po ciprskem uporu po razglasitvi grške vojne za neodvisnost.
Trg je obdan z več neoklasicističnimi stavbami, ki imajo pretežno grške in lokalne ciprske arhitekturne vplive. Sem spada knjižnica Faneromeni.
Danes je trg stičišče anarhističnega gibanja Cipra, anti-avtoritarcev, libertarcev, številnih umetnikov in glasbenikov. Je tudi trdnjava protifašističnega gibanja na otoku.

## Galerija

### Zgodovinske stavbe in spomeniki
- Marmorni mavzolej in šola Faneromeni
- Marmorni mavzolej na trgu Faneromeni
- Fasada šole Faneromeni
- Knjižnica Faneromeni
- Knjižnica Faneromeni

### Cerkev Faneromeni
- Cerkev Faneromeni: vhod na trg
- Cerkev in šola Faneromeni
- Fasada cerkve Faneromeni
- Fasada cerkve Faneromeni (detajl)

### Tipična arhitektura
- Tipična arhitektura s cerkvijo Faneromeni v ozadju
- Tradicionalna arhitektura
- Stavba s tradicionalnimi grškimi in lokalnimi ciprskimi neoklasičnimi značilnostmi
- Detajl stavbe ob cerkvi Faneromeni
- Grozd neoklasičnih stavb in knjižnica Faneromeni